# Ефрем II (патриарх Иерусалимский)
Патриарх Ефре́м II (греч. Πατριάρχης Εφραίμ Β΄; в миру Евфи́мий Афи́нянин, греч. Ευθύμιος; ум. 15 апреля 1770, Иерусалим) — епископ Иерусалимской православной церкви, Патриарх Иерусалимский и всей Палестины.

## Биография
По происхождению грек, уроженец Афин. Начальное образование получил в Афинах, затем продолжил его в Патмосской академии у крупнейшего греческого просветителя преподобного Макария Патмосского, где стал учеником преподобного Герасима Византийского и принял монашество. По другим сведениям, обучался у воспитанника Макария, Иакова Патмосского, открывшего в 1736 году аналогичное учебное заведение в Иерусалиме.
Евфимий славился образованностью; греческие и арабские авторы XVIII века добавляли к его имени почетное наименование «дидаскал» — «учитель».
В 1741 или 1742 году, уже став известным проповедником, Ефрем прибыл на Кипр по приглашению архиепископа Филофея, чтобы принять руководство Греческой школой, также называвшейся Эллиномусион (Греческий музей). На Кипре Ефрем вёл активную просветительскую и преподавательскую деятельность, был советником архиепископа.
В 1760 году ездил на Афон и привёз из Великой Лавры на Кипр часть главы преподобного Михаила Синадского (VIII—IX вв.). В том же году вместе с митрополитом Китийским Макарием I, отправился в Стамбул для сбора средств на нужды Кипрской Церкви. Они также ходатайствовали перед османскими властями о снижении налогов по случаю эпидемии чумы, но их просьба не была исполнена. В Стамбуле Ефрем получил почетное звание иерокирикса Великой церкви.
В 1759 году, после смерти архиепископа Филофея, вероятнее всего по возвращении Ефрема из Стамбула, ему было предложено занять вакантную кафедру, но он отказался и покинул остров.
В 1761 году находился в Бейруте и Дамаске, главных центрах Антиохийского Патриархата, где не прекращалось ожесточённое идейное противостояние православной и отделившейся от неё униатской Мелькитской католической церкви. По просьбе одного из православных арабских писателей, священника Юсуфа Марка, Ефрем составил антикатолический трактат «Свод еретических новшеств, введённых латинянами», в котором привёл список 170 отклонений католиков от православного вероучения со времени великого раскола.
Вскоре после этого Ефрем переехал в Палестину, где подвизался в лавре Саввы Освященного, потом состоял помощником Иакова Патмосского в его академии и, возможно, возглавлял её после его смерти в 1765 году.
В Палестине он сделал быструю карьеру, чему способствовала его широкая образованность. Русский паломник иеромонах Леонтий, встречавшийся с Ефремом весной 1765 году, отзывался о нём как о влиятельном члене Иерусалимского Синода.
6 сентября 1766 года Ефрем был возведён в сан митрополита Вифлеемского.
17 октября 1766 года патриарх Иерусалимский Парфений, проживавший в Стамбуле, представил Константинопольскому патриарху Самуилу акт об отречении от престола в пользу Ефрема.
Заручившись согласием палестинского клира, Константинопольский патриарх и Синод в декабре 1766 года возвели митрополита Ефрема на Иерусалимский патриарший престол.
По сложившейся традиции во время своего Патриаршества Ефрем пребывал главным образом в Стамбуле.
В 1757 году, после почти 70-летнего доминирования католиков, османские власти передали преимущественные права на обладание палестинскими святынями грекам. Около 1767 году Ефрему пришлось противостоять попыткам францисканцев вернуть под свой контроль базилику Рождества Христова в Вифлееме и гробницу Пресвятой Богородицы в Гефсимании. В судебной тяжбе греки ценой больших затрат одержали победу.
Для сбора средств на покрытие расходов Ефрем отправился в Молдавию и Валахию, но в это время началась русско-турецкая война 1768—1774 годов. Опасаясь гонений на христиан в Дунайских княжествах, патриарх спешно вернулся в Стамбул.
Францисканцы снова попытались при поддержке дипломатов католических держав настроить турецкие власти против православных и вернуть себе святые места. Однако патриаршему наместнику митрополиту Птолемаидскому Софронию аль-Килизи, удалось привлечь на свою сторону шейх-уль-ислама, главу османской судебной системы, и фирманом султана Мустафы III привилегии православных были подтверждены.
Написал много трудов на духовную тематику, однако большинство его сочинений, были изданы только после его смерти.
Большинство источников сообщают, что Патриарх Ефрем умер в Стамбуле в 1771 году. Однако сохранилось письмо, согласно которому он скончался 15 апреля 1770 года, а 17-го числа того же месяца на Патриарший престол был возведен митрополит Птолемаидский Софроний.